# Ранцау, Иосиас
Граф Иосиас (Йоспас) Ранцау (фр. Josias Rantzau; 18 октября 1609, Боткамп близ Киля — 14 сентября 1650, Париж) — датский военачальник и маршал Франции.
Выдающийся полководец времён Тридцатилетней войны (1618—1648) и Нидерландской революции. В сражениях получил около 60 ранений и других серьезных травм. В конце своей жизни Ранцау владел только одной рукой, одной ногой, видел лишь одним глазом и слышал одним ухом.

## Биография

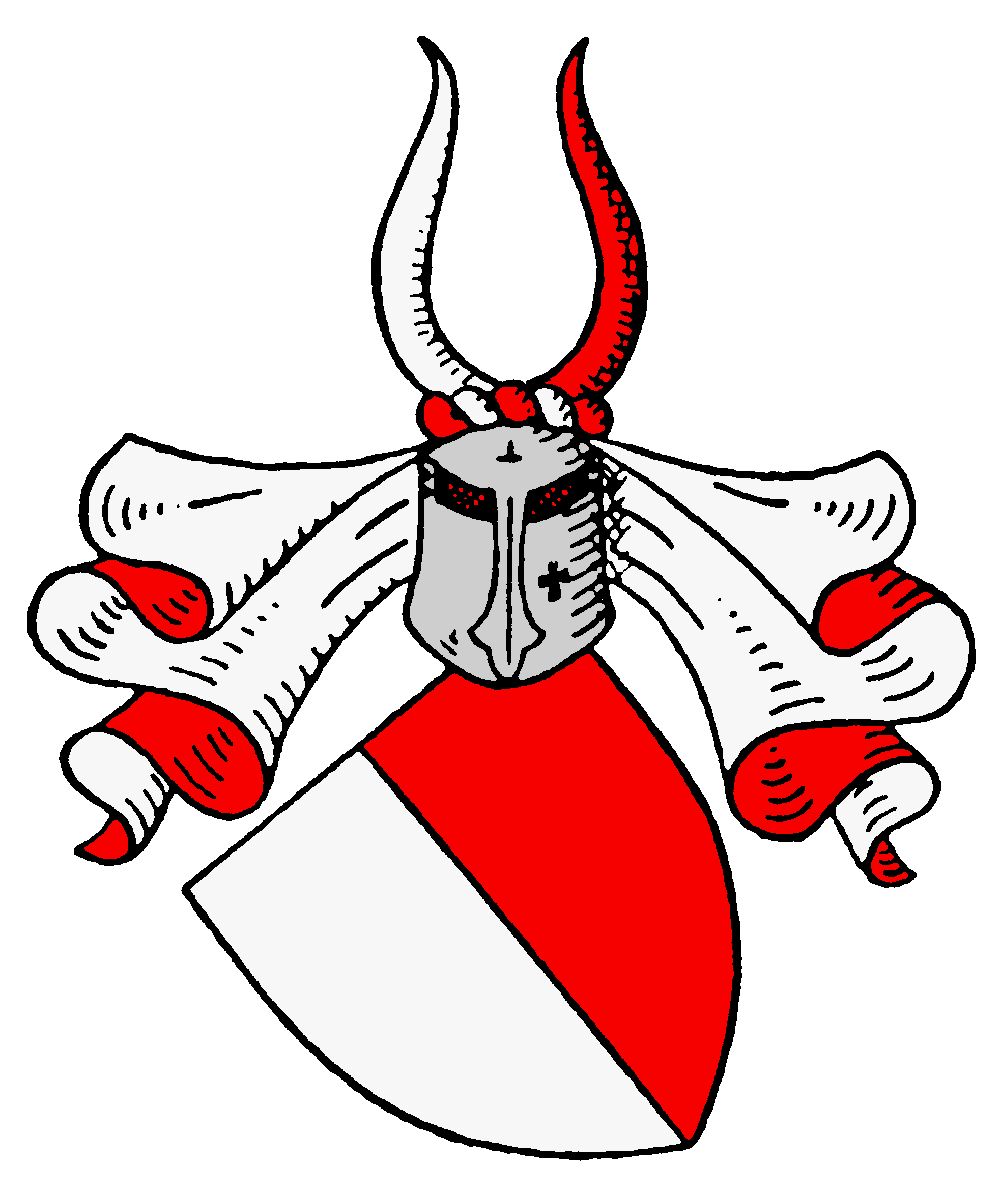
Герб рода Ранцау

Родился в семье датчан, переселившихся в Германию. Получил хорошее образование, знал 8 европейских языков. В 1627 г. был зачислен в Лейденский университет, но предпочёл карьеру военного.
В молодости в качестве добровольца служил в пехоте Морица Оранского и короля Дании Кристиана IV во время Тридцатилетней войны.
Позже поступил на шведскую военную службу и отличился во многих сражениях, затем в армии Священной Римской Империи, и снова за Швецию. Затем служил в королевской армии на севере Италии и был несколько лет губернатором Страсбурга, но информация о его местонахождении в те годы весьма неопределенна.
Командовал войсками во Франш-Конте, в Бургундии, на Рейне и во Фландрии. В 1633 году успешно защитил Андернах от испанцев.
В 1635 году сопровождал канцлера А. Оксеншерна во Францию. Понравился королю Людовику XIII, который предложил ему перейти к нему на службу полковником, командиром полка немецкой пехоты. В дальнейшем Ранцау служил под командованием генерал-лейтенанта французской армии Луи де Ногаре Д’Эпернона, кардинала де ля Валетт.
С 1635 года жил во Франции. В 1637 году получил патент бригадира и назначен командиром немецкого кавалерийского полка.
При осаде Доля потерял в бою глаз и ухо. Защищая крепость Сен-Жан-де-Лон против Галласа, принудил его снять осаду. Под командованием герцогов Орлеанского и Энгиенского участвовал в кампаниях во Фландрии и Германии.
В марте 1637 года стал генерал-лейтенантом, командующим корпусом, ответственным за германское направление. Потерпев ряд неудач, в 1638 году покинул армию и, с разрешения короля, провёл два года в Дании.
Вернувшись во Францию в 1640 году, сражался в армии Фландрии в чине бригадира. При осаде Арраса лишился руки и ноги.

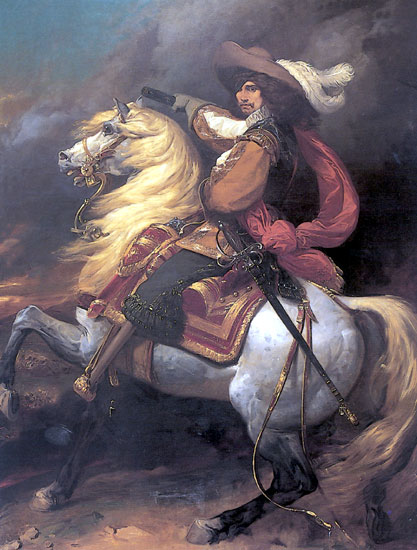
Портрет маршала Франции Иосиаса Ранцау. Художник Жан Ало.

В 1642 году он отличился в сражении при Эре, а в сражении при Оннекуре 18 мая 1642 года, получив четыре ранения, был взят в плен испанцам. После выкупа из плена Ранцау служил под командованием маршала Гебриана.
В 1643 году в битве при Рокруа под командованием герцога Энгиенского был лагерным маршалом, командовал кавалерийским полком. После смерти маршала Гебриана в ноябре 1643 года принял главное командование над французской армией.
24 декабря 1643 года, находясь на зимних квартирах в Тутлингене, его войска подверглись нападению имперцев под командованием Мерси и были уничтожены.
В 1645 году Ранцау командовал французскими войсками в Нидерландах, взял Гравелинген и был назначен губернатором этого города. 30 июня 1645 года после принятия католичества Ранцау получил титул маршала Франции с назначением его губернатором крепости Дюнкерк.
В 1647—1648 годах Ранцау взял Диксмюде и Ленц и захватил все приморские города Фландрии.
Когда во Франции начались антиправительственные смуты, вошедшие в историю как Фронда, кардинал Мазарини, считавший Ранцау своим врагом и не доверявший ему, в 1649 году вызвал его в Париж, где Ранцау был арестован и находился в заключении в Бастилии около года, но был оправдан и освобождён.
Вскоре после освобождения он умер в возрасте 41 года в Париже.
Вошёл в историю, как человек крайне честолюбивый, военный стратег. В сражениях стремился добиться успеха любой ценой, не жалея своего здоровья и самой жизни.

## Семья
В 1636 году женился на своей кузине Элизабет фон Ранцау (1624—1706). Брак был бездетным. Перед смертью в 1645 году Иосиас Ранцау, под влиянием жены перешёл в католическую веру. После смерти мужа она основала монастырь в Париже, позже, в Хильдесхайме, подобный монастырь, где жила, как настоятельница до своей смерти.